# Bob Becking
Bernhard Engelbert Jan Hendrik (Bob) Becking (Geldrop, 25 mei 1951) is een Nederlands theoloog en hoogleraar emeritus aan de Universiteit Utrecht.

## Biografie
Becking studeerde na zijn HBS-B-diploma af in de theologie in Utrecht. Vervolgens werd hij Nederlands-Hervormd predikant in Broek in Waterland (1979-1984) en Huis ter Heide (1984-1989). Op 7 november 1985 promoveerde hij aan zijn alma mater op De ondergang van Samaria: historische, exegetische en theologische opmerkingen bij II Koningen 17 en later werd hij er benoemd tot docent; zijn promotor was prof. dr. Cornelis van Leeuwen (1924-2016), die, toen hij in 1989 afscheid nam, een bundel kreeg aangeboden waaraan de promovendus ook meewerkte. Per 1 oktober 1991 werd hij er benoemd tot gewoon hoogleraar Oude Testament en hield zijn inaugurele rede op 29 oktober 1992 onder de titel Een magisch ritueel in Jahwistisch perspectief. Literaire structuur en godsdienst-historische achtergronden van 2 Kon. 4:31-38. Per 1 juli 2008 werd zijn benoeming omgezet in die van faculteitshoogleraar Bijbel, religie en identiteit.
Op 1 juni 2014 ging hij met emeritaat; zijn afscheidsrede hield hij op 2 september 2015: De Leviathan toen en nu: herkomst, geschiedenis en functie van een monster. Met zijn vertrek werd de leerstoel opgeheven.
Prof. dr. B.E.J.H. Becking werkte mee aan de redactie van verscheidene congres- en afscheidsbundels van collegae. Ook na zijn emeritaat bleef hij publiceren.